# Helina attenuata
Helina attenuata este o specie de muște din genul Helina, familia Muscidae, descrisă de Paterson în anul 1956.
Este endemică în Tanzania. Conform Catalogue of Life specia Helina attenuata nu are subspecii cunoscute.